# Monte San Pietrangeli
Monte San Pietrangeli – miejscowość i gmina we Włoszech, w regionie Marche, w prowincji Fermo.
Według danych na styczeń 2009 gminę zamieszkiwało 2568 osób przy gęstości zaludnienia 140,5 os./1 km².